# 矢賀
矢賀（やが）は、広島県広島市東区に位置する地区である。この項目では同区内において「矢賀」を町名に冠する地域について扱う。

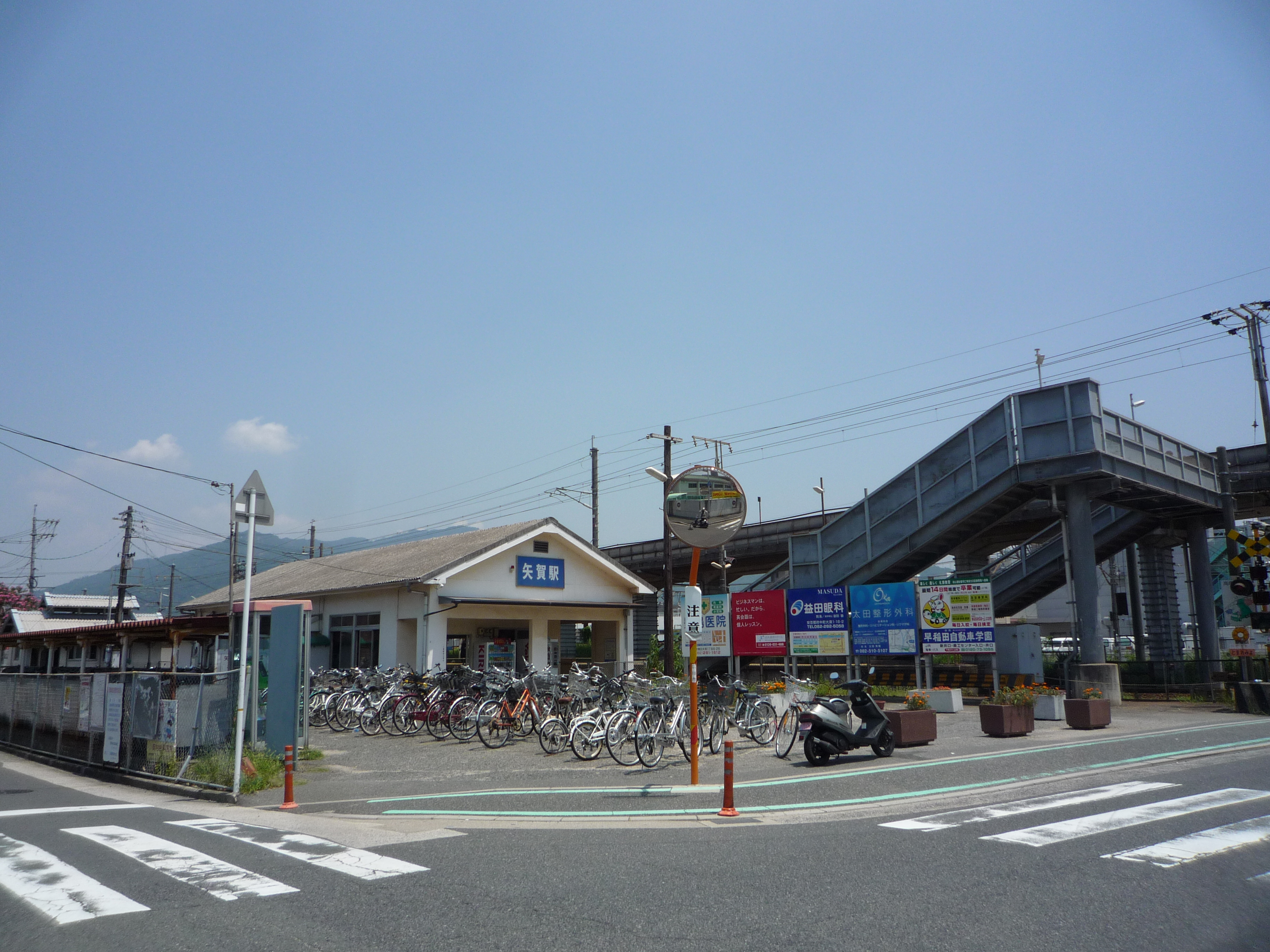
矢賀駅 2011年7月撮影

## 地理
- 東区の南端にある地区である。南北に長く、芸備線や広島新幹線運転所、広島車両所などに沿った形となっている。地区内には府中大川や温品川が流れている。

### 隣接地区・施設
- 東側…安芸郡府中町（大須等）・府中大川
- 西側…曙、尾長、東山町・高天原霊園
- 南側…南区東駅町・JR山陽本線
- 北側…中山、温品・JR西日本博多総合車両所広島支所

## 歴史
広島市合併前の矢賀村の歴史については矢賀村 歴史の項を参照。

## 地名

### 住居表示
- 矢賀（1 - 6丁目）
- 矢賀新町（1 - 5丁目）
- 矢賀町 - 現行町名施行以前の旧町名のなごりであり、かつては旧矢賀村域を包括した町名であった。同地には高天原火葬場と広島市永安館のみがあるため、丁目も番地も設定されていない。

## 教育機関
- 広島市立矢賀小学校（矢賀2丁目）

## 交通機関

### 鉄道
- JR山陽本線 天神川駅（矢賀新町5丁目、駅の住所は南区東駅町）
  - （岩国方面 - 広島） - 天神川駅 - （向洋 - 海田市 - 西条駅方面 / 呉方面）
- JR芸備線 矢賀駅（矢賀5丁目）
- （広島） - 矢賀駅 - （戸坂 - 下深川・三次方面）

### バス
- 2号線（広電バス[1]）（県庁前・広島駅方面 - 曙町） -  矢賀入口 - 矢賀新町 - （天神川駅北 - 府中町各方面）
  - 2-7号線（広電バス） （県庁前・広島駅 - 曙町） - 矢賀入口 - 矢賀新町2丁目 - 矢賀駅入口 - （大須3丁目 - 温品4丁目方面）
- 29号 深川線 矢賀経由便のみ（広島バス[2]） （広島バスセンター・広島駅方面 - 曙町） - 矢賀入口 - 矢賀新町2丁目 - 矢賀駅入口 - （大須3丁目 - 温品4丁目・下温品・小河原車庫方面）
- 高速バス かぐや姫号[3]（芸陽バス）  矢賀新町2丁目 - （竹原市方面）

## 道路
有料道路
最寄りの出入口は広島高速2号線の矢賀出入口、府中出入口、間所出入口
- 矢賀出入口 - 仁保JCT・宇品方面 / 呉市方面 / 海田大橋方面
- 府中出入口 - 間所出入口 - 山陽自動車道広島東IC方面

国道
町内は一切通っていない。
主要地方道
広島県道70号広島中島線
広島県道84号東海田広島線
一般県道
町内は一切通っていない。
広島市道
広島市道天満矢賀線（広島県道70号広島中島線、広島県道84号東海田広島線と重複）